# جون باكستر (مخرج أفلام)
جون باكستر (بالإنجليزية: John Baxter)‏ (و. 1896 – 1975 م) هو مخرج أفلام، وكاتب سيناريو، ومنتج أفلام بريطاني، ولد في كنت، توفي في لندن، عن عمر يناهز 79 عاماً.

## وصلات خارجية
- جون باكستر على موقع IMDb (الإنجليزية)
- جون باكستر على موقع ألو سيني (الفرنسية)
- جون باكستر على موقع أول موفي (الإنجليزية)
- جون باكستر على موقع قاعدة بيانات الأفلام السويدية (السويدية)
- جون باكستر على موقع قاعدة بيانات الفيلم (الإنجليزية)
- جون باكستر على موقع كينوبويسك (الروسية)